# Liga de Desenvolvimento de Basquete 2019
A Liga de Desenvolvimento de Basquete de 2019 foi uma competição brasileira de basquete sub-20 organizada pela Liga Nacional de Basquete. Foi a nona edição do campeonato organizado pela LNB, com a chancela da Confederação Brasileira de Basketball e apoio financeiro do Comitê Brasileiro de Clubes. Este torneio, é totalmente organizado pelos clubes participantes.

## Participantes
| Equipes                      | UF                | Títulos da LDB  |
| ---------------------------- | ----------------- | --------------- |
| ADRM-Maringá                 | Paraná            | 0 (não possui)  |
| Basquete Cearense            | Ceará             | 0 (não possui)  |
| Corinthians                  | São Paulo         | 0 (não possui)  |
| Coritiba Monsters/Soc.Thalia | Paraná            | 0 (não possui)  |
| Curitiba/CMP                 | Paraná            | 0 (não possui)  |
| Flamengo                     | Rio de Janeiro    | 2 (2011 e 2013) |
| Minas                        | Minas Gerais      | 0 (não possui)  |
| Paulistano                   | São Paulo         | 1 (2017)        |
| Pinheiros                    | São Paulo         | 2 (2015 e 2018) |
| Praia Clube                  | Minas Gerais      | 0 (não possui)  |
| São José                     | São Paulo         | 0 (não possui)  |
| Sesi/Franca                  | São Paulo         | 1 (2016)        |
| União Corinthians            | Rio Grande do Sul | 0 (não possui)  |

## Fase Final

### Final[1]
| 29 de setembro 18:00 |                                               | Franca | 65–71 | Pinheiros |  | Ginásio Antonio Prado Jr, São Paulo |  |
| 29 de setembro 18:00 | Placar por quarto: 16-16, 12-17, 16-17, 21-21 |        |       |           |  | Ginásio Antonio Prado Jr, São Paulo |  |

## Premiação
| Liga de Desenvolvimento de Basquete 2019 |
| São Paulo                                |
| ---------------------------------------- |
| Pinheiros Campeão (3° título)            |